# Melaloncha woodi
Melaloncha woodi är en tvåvingeart som beskrevs av Brown 2004. Melaloncha woodi ingår i släktet Melaloncha och familjen puckelflugor.
Artens utbredningsområde är Costa Rica. Inga underarter finns listade i Catalogue of Life.